# 上昇時間
在電子學中，若要描述一電路在電壓（或电流）阶跃函数下的反應，可用上昇時間（rise time）表示。上昇時間是信號從特定低準位上昇到特定高準位需要的時間，值可以用相對參考輸入的比率或是百分比來表示。在模拟电路中，其較低百分比及較高百分比多半會是輸出阶跃高度的10%及90%（或0.1及0.9）。不過，也常會使用其他的值若是在控制理論中，依照Levine (1996，第158頁)，上昇時間定義為「響應從終值的x%上昇到y%所需要的時間」，若是欠阻尼的二階系統，常會以0%至100%的上昇時間為準，若是臨界阻尼系統，則會是5%至95%的，過阻尼系統會是10%到90%的上昇時間。依照Orwiler (1969，第22頁)，上昇時間可以用在階躍上昇或是階躍下降的階躍響應，不過階躍下降的場合，有時也會稱是下降時間，常用 {\displaystyle \scriptstyle t_{f}\,}表示。，

## 簡介
上昇時間是高速電子電路中重要的類比參數，可以量測在高速輸入信號時，系統響應的能力。針對電路、產生器、資料量測及傳輸設備的上昇時間，已有許多的方法可以進行縮減。這些縮減也開始了更高速電子元件或電路的研究，以及研究如何減少電路中的雜散元件（多半是電感及電容）。不過在高速電子學的領域之外，有些應用會希望有較長的上昇時間，例如燈光的調光器，其上昇時間較長會延長燈泡的壽命，或是用數位信號控制類比開關，較長的上昇時間表示流經雜散電容的量會比較少，因此耦合產生的噪音也會比較少。。

### 影響上昇時間的因素
針對給定系統的輸出，其上昇時間和輸入信號的上昇時間有關，也和系統特特性有關。
例如，電阻性電路的上昇時間主要會和雜散電容及雜散電感有關。因為所有電路都不只有电路性的元件，也會有電容性或電感性的元件，在負載到達穩態之前，會有電壓及（或）電流的延遲。若是純RC電路，輸出的上昇時間（10%至90%）約是電阻值（單位為歐姆）和電容值（單位為法拉）乘積的2.2倍，2.2 RC。

### 其他定義
有關上昇時間，也有其他和Levine (1996，第158頁)不同的定義，偶爾會出現：。這些定義的差異不只是參考準位的不同，也有些有不同的算法。例如有一種上昇時間的定義是考慮階躍函數響應50%時的切線，再繪圖計算和X軸的截距得到上昇時間，偶爾會用到這種定義。另一種定義是由Elmore (1948，第57頁)引入，用到概率论及统计学的概念。考慮階躍響應 V(t)，重新定義傳播延遲 tD為一次导数V′(t)的矩，也就是
{\displaystyle t_{D}={\frac {\int _{0}^{+\infty }tV^{\prime }(t)\mathrm {d} t}{\int _{0}^{+\infty }V^{\prime }(t)\mathrm {d} t}}.}
最後，用以下的二次矩來定義上昇時間tr
{\displaystyle t_{r}^{2}={\frac {\int _{0}^{+\infty }(t-t_{D})^{2}V^{\prime }(t)\mathrm {d} t}{\int _{0}^{+\infty }V^{\prime }(t)\mathrm {d} t}}\quad \Longleftrightarrow \quad t_{r}={\sqrt {\frac {\int _{0}^{+\infty }(t-t_{D})^{2}V^{\prime }(t)\mathrm {d} t}{\int _{0}^{+\infty }V^{\prime }(t)\mathrm {d} t}}}}

## 典型系統的上昇時間

### 符號及標示
所有分析用到的符號及假設條列如下：
- 根據Levine （1996, p. 158, 2011, 9-3 (313)），定義x%為低準位的百分比，y%為高準位的百分比，參考基準都以要量測上昇時間信號的參考信號為準。
- t1是待分析系統的輸出到達穩態值x%的時間，而t2是輸出到達穩態值y%的時間，兩者單位都是秒。
- tr是待分析系統的上昇時間，單位也是秒。依照定義

{\displaystyle t_{r}=t_{2}-t_{1}.}
- fL為待分析系統較低截止頻率（-3 dB點）的值，單位為赫兹。
- fH為待分析系統較高截止頻率的值，單位也是赫兹。
- h(t)是待分析系統在時域下的冲激响应。
- H(ω)是待分析系統在頻域下的频率响应。
- 带宽定義為

{\displaystyle BW=f_{H}-f_{L}\,}
因為較低的截止頻率fL往往遠小於較高截止頻率fH，因此
{\displaystyle BW\cong f_{H}\,}
- 所有分析的系統，其頻率響應都延伸到0（低通系統），因此

{\displaystyle f_{L}=0\,\Longleftrightarrow \,f_{H}=BW}。
- 為了簡化起見，所有「計算上昇時間的簡單範例」章節中分析的系統都是增益為1的电路，所有信號都假設是電壓：輸入是V0伏特的阶跃函数，因此

{\displaystyle {\frac {V(t_{1})}{V_{0}}}={\frac {x\%}{100}}\qquad {\frac {V(t_{2})}{V_{0}}}={\frac {y\%}{100}}}
- ζ是特定二階微分方程的阻尼比，ω0則是自然頻率。

### 計算上昇時間的簡單範例
此章節的目的是計算一些簡單系統階躍響應的上昇時間。

#### 高斯響應系統
系統具有高斯響應的條件是其頻率響應特徵如下
{\displaystyle |H(\omega )|=e^{-{\frac {\omega ^{2}}{\sigma ^{2}}}}}
其中σ > 0為常數，和高截止頻率有以下的關係：
{\displaystyle f_{H}={\frac {\sigma }{2\pi }}{\sqrt {{\frac {3}{20}}\ln 10}}\cong 0.0935\sigma .}
即使這類的頻率響應無法用因果濾波器實現。其用途是因為其系統特性可以用多個一級低通滤波器級聯連結而得，其精度會隨著個數增加而變好。對應的冲激响应可以用频率响应的反傅里叶变换計算而得。
{\displaystyle {\mathcal {F}}^{-1}\{H\}(t)=h(t)={\frac {1}{2\pi }}\int \limits _{-\infty }^{+\infty }{e^{-{\frac {\omega ^{2}}{\sigma ^{2}}}}e^{i\omega t}}d\omega ={\frac {\sigma }{2{\sqrt {\pi }}}}e^{-{\frac {1}{4}}\sigma ^{2}t^{2}}}
直接代入階躍響應的定義
{\displaystyle V(t)=V_{0}{H*h}(t)={\frac {V_{0}}{\sqrt {\pi }}}\int \limits _{-\infty }^{\frac {\sigma t}{2}}e^{-\tau ^{2}}d\tau ={\frac {V_{0}}{2}}\left[1+\mathrm {erf} \left({\frac {\sigma t}{2}}\right)\right]\quad \Longleftrightarrow \quad {\frac {V(t)}{V_{0}}}={\frac {1}{2}}\left[1+\mathrm {erf} \left({\frac {\sigma t}{2}}\right)\right].}
為了要確認系統由10%上昇到90%需要的時間，需要求解以下方程：
{\displaystyle {\frac {V(t_{1})}{V_{0}}}=0.1={\frac {1}{2}}\left[1+\mathrm {erf} \left({\frac {\sigma t_{1}}{2}}\right)\right]\qquad {\frac {V(t_{1})}{V_{0}}}=0.9={\frac {1}{2}}\left[1+\mathrm {erf} \left({\frac {\sigma t_{2}}{2}}\right)\right],}
利用误差函数的定義，可以找到t =  - t1 = t2的數值，因為tr = t2 - t1 = 2t,
{\displaystyle t_{r}={\frac {4}{\sigma }}{\mathrm {erf} ^{-1}(0.8)}\cong {\frac {0.3394}{f_{H}}},}
因此
{\displaystyle t_{r}\cong {\frac {0.34}{BW}}\quad \Longleftrightarrow \quad BW\cdot t_{r}\cong 0.34.}

#### 一階低通RC電路
針對一階低通RC電路，10%至90%的上昇時間和網路時間常數τ = RC成正比：
{\displaystyle t_{r}\cong 2.197\tau \,}
比例常數可以用輸入信號為V0的阶跃函数時，系統的阶跃反應而得：
{\displaystyle V(t)=V_{0}\left(1-e^{-{\frac {t}{\tau }}}\right)}
求解時間
{\displaystyle {\frac {V(t)}{V_{0}}}=\left(1-e^{-{\frac {t}{\tau }}}\right)\quad \Longleftrightarrow \quad {\frac {V(t)}{V_{0}}}-1=-e^{-{\frac {t}{\tau }}}\quad \Longleftrightarrow \quad 1-{\frac {V(t)}{V_{0}}}=e^{-{\frac {t}{\tau }}},}
最後可得
{\displaystyle \ln \left(1-{\frac {V(t)}{V_{0}}}\right)=-{\frac {t}{\tau }}\quad \Longleftrightarrow \quad t=-\tau \;\ln \left(1-{\frac {V(t)}{V_{0}}}\right)}
而t1及t2滿足以下條件
{\displaystyle {\frac {V(t_{1})}{V_{0}}}=0.1\qquad {\frac {V(t_{2})}{V_{0}}}=0.9,}
求解方程可得t1和t2的解析式
{\displaystyle t_{1}=-\tau \;\ln \left(1-0.1\right)=-\tau \;\ln \left(0.9\right)=-\tau \;\ln \left({\frac {9}{10}}\right)=\tau \;\ln \left({\frac {10}{9}}\right)=\tau ({\ln 10}-{\ln 9})}
{\displaystyle t_{2}=\tau \ln {10}\,}
上昇時間和時間常數成正比：
{\displaystyle t_{r}=t_{2}-t_{1}=\tau \cdot \ln 9\cong \tau \cdot 2.197}
另外，根據
{\displaystyle \tau =RC={\frac {1}{2\pi f_{H}}},}
則
{\displaystyle t_{r}={\frac {2\ln 3}{2\pi f_{H}}}={\frac {\ln 3}{\pi f_{H}}}\cong {\frac {0.349}{f_{H}}},}
因為上截止頻率等於頻寬
{\displaystyle t_{r}\cong {\frac {0.35}{BW}}\quad \Longleftrightarrow \quad BW\cdot t_{r}\cong 0.35.}
另外，若考慮20%至80%的上昇時間，tr會變成：
{\displaystyle t_{r}=\tau \cdot \ln {\frac {8}{2}}=(2\ln 2)\tau \cong 1.386\tau \quad \Longleftrightarrow \quad t_{r}={\frac {\ln 2}{\pi BW}}\cong {\frac {0.22}{BW}}}

#### 一階低通LR電路
等於一個簡單的一階低通RL電路，其10%至90%的上昇時間和電路時間常數τ = L⁄R成正比。其和RC電路的差異只在於不同電路中時間常數τ的表示方式不同。因此可得到下式
{\displaystyle t_{r}=\tau \cdot \ln 9={\frac {L}{R}}\cdot \ln 9\cong {\frac {L}{R}}\cdot 2.197}

### 阻尼二階系統
根據Levine (1996，第158頁)，控制系統中欠阻尼系統的上昇時間定義為輸出從0%到達終值100%的時間。二階欠阻尼系統的上昇時間如下：
{\displaystyle t_{r}\cdot \omega _{0}={\frac {1}{\sqrt {1-\zeta ^{2}}}}\left[\pi -\tan ^{-1}\left({\frac {\sqrt {1-\zeta ^{2}}}{\zeta }}\right)\right]}
沒有零點的二階系統，其階躍響應下的正規上昇時間可以二次函数近似如下：
{\displaystyle t_{r}\cdot \omega _{0}=2.230\zeta ^{2}-0.078\zeta +1.12\,}
中ζ是阻尼比，ω0是電路的自然頻率。

### 級聯模組的上昇時間
考慮n個非交聯的級聯模組組成的系統，每一個的上昇時間為tri,  i = 1,...,n，其階躍響應沒有过冲，假設第一個模組的輸入信號的上昇時間為trS.。其輸出的上昇時間tr0為
{\displaystyle t_{r_{O}}={\sqrt {t_{r_{S}}^{2}+t_{r_{1}}^{2}+\dots +t_{r_{n}}^{2}}}}
依照Valley & Wallman (1948，第77–78頁)，此結果可以用中心极限定理來說明，已由Wallman (1950)證明。此問題的詳細分析可以參考Petitt & McWhorter (1961，§4–9, pp. 107–115),，他指出Elmore (1948)是第一個用比較嚴謹的基礎證明上述公式的人。

## 腳註
1. ↑  , Federal Standard 1037C, August 7, 1996  [2019-12-31], （原始内容存档于2016-06-24）
2. ↑  例如(Cherry & Hooper 1968，p.6 and p.306), (Millman & Taub 1965，第44頁) and (Nise 2011，第167頁).
3. ↑  例如Levine (1996，第158頁), (Ogata 2010，第170頁) and (Valley & Wallman 1948，第72頁).
4. ↑  例如(Cherry & Hooper 1968，p. 6 and p. 306), (Millman & Taub 1965，第44頁) and (Valley & Wallman 1948，第72頁).
5. ↑  例如 Valley & Wallman (1948，p. 72, footnote 1)有提到：「有些應用會量測5%到95%的上昇時間，或是1%到99%的上昇時間。」
6. 1 2  精確來說，Levine (1996，第158頁)有提到：「上昇時間是從終值的x%上昇到y%需要的時間。若是過阻尼控制系統，多半會使用0%至100%的上昇時間，若是欠阻尼系統 (...) 多半會使用10%至90%的上昇時間。」。不過過阻尼二階控制系統使用0%至100%的上昇時間是不正確的，因為此定義下的上昇時間會是無限大。類似RC電路上昇時間的例子。在(Levine 2011，第9-3 (313)頁)的第二版也有類似的文字。
7. ↑  仍是依照Orwiler (1969，第22頁)的定義
8. ↑  依照Valley & Wallman (1948，第72頁)「若要複製階躍函數或是方波的上昇緣，最重要的參數就是上昇時間，一般是量測10%至90%之間的時間，另一個則是过冲。」，依照Cherry & Hooper (1969，第306頁)「放大器在方波響應下，最重要的二個參數是上昇時間以及倾斜百分比。」
9. ↑  參考(Orwiler 1969，第27–29頁)及級聯模組的上昇時間章節
10. ↑  參考(Valley & Wallman 1948，第73頁)、(Orwiler 1969，p. 22 and p. 30)中的範例，或是一階低通RC電路章節
11. ↑  可參考 (Valley & Wallman 1948，p. 72, footnote 1)及(Elmore 1948，第56頁)。
12. ↑  參考(Valley & Wallman 1948，p. 72, footnote 1)及(Elmore 1948，p. 56 and p. 57, fig. 2a).
13. ↑  參考(Petitt & McWhorter 1961，第109–111頁)
14. ↑  參考(Valley & Wallman 1948，第724頁)及(Petitt & McWhorter 1961，第122頁).
15. ↑  根據Paley-Wiener準則（英语：Paley-Wiener criterion），像是(Valley & Wallman 1948，p. 721 and p. 724)中所提到的。Petitt & McWhorter (1961，第122頁)也簡單說明此事實
16. ↑  參考(Valley & Wallman 1948，第724頁), (Petitt & McWhorter 1961，p. 111, including footnote 1, and p.)及(Orwiler 1969，第30頁).
17. 1 2  Compare with (Orwiler 1969，第30頁).
18. ↑  也稱為「單極點濾波器」，例如(Cherry & Hooper 1969，第639頁)
19. ↑  比較(Valley & Wallman 1948，p. 72, formula (2))、 (Cherry & Hooper 1969，p. 639, formula (13.3))或(Orwiler 1969，p. 22 and p. 30)的內容
20. ↑  See (Ogata 2010，第171頁).
21. ↑  "S表示「來源」，可能是电流源或电压源
22. ↑  這份一頁的論文沒有任何計算。Henry Wallman（英语：Henry Wallman）列出了一個他稱為詞典的表，將电子工程及概率论的概念並排。關鍵是使用拉普拉斯变换。接著他提到，依照詞典中這些概念的結果。計多級聯模組的階躍響應可以對應中心极限定理，並且提到：「這是重要的實務結果，前提是電路沒有過衝，其反應時間會隨著級聯個數而增加，約和個數的均方根成正比。」(Wallman 1950，第91頁).
23. ↑  也可以參考(Cherry & Hooper 1969，第656頁)及(Orwiler 1969，第27–28頁).
24. ↑  由(Cherry & Hooper 1969，第656頁)引用
25. ↑  參考(Petitt & McWhorter 1961，第109頁).